# Silvia Pinal
Pour les articles homonymes, voir Pinal.
Silvia Pinal, née le 12 septembre 1931 à Guaymas (Sonora) et morte le 28 novembre 2024 à Mexico, est une actrice de cinéma mexicaine, populaire et présente dans de nombreux films et séries télévisées, devenue productrice de cinéma puis femme politique. Elle a notamment tourné à plusieurs reprises avec Luis Buñuel interprêtant par exemple le rôle principal de Viridiana, film pour lequel Buñuel s'est vu décerner la Palme d'or au festival de Cannes en 1961.
Elle est considérée comme une des dernières divas de l’âge d'or du cinéma mexicain.

## Biographie
Silvia Pinal Hidalgo naît le 12 septembre 1931 à Guaymas, de María Luisa Hidalgo Aguilar et Moisés Pasquel, chef d'orchestre à la station de radio XEW. Pasquel était chef d'orchestre à la station de radio XEW et Hidalgo Aguilar est tombée enceinte de lui à l'âge de 15 ans. Son père n'a pas reconnu Silvia Pinal comme son enfant et elle ne l'a connu qu'à l'âge de 11 ans. Ce père biologique engendre trois autres enfants : Eugenio, Moisés et Virginia. Cependant, Pinal n'a pas vécu, selon ses écrits autobiographiques, au sein de la famille Pasquel. Silvia Pinal passe ses premières années derrière le comptoir d'un restaurant de fruits de mer près de XEW, où sa mère travaille. À l'âge de cinq ans, sa mère épouse Luis G. Pinal, journaliste, militaire et homme politique de vingt ans son aîné. Par la suite, Pinal adopte Silvia comme sa fille et, lors d'entretiens ultérieurs, elle nomme Pinal comme son seul père. Pinal avait également trois filles issues d'un précédent mariage. Luis Pinal a occupé plusieurs fonctions publiques, notamment celle de président de la municipalité de Tequisquiapan, dans l'État de Querétaro.

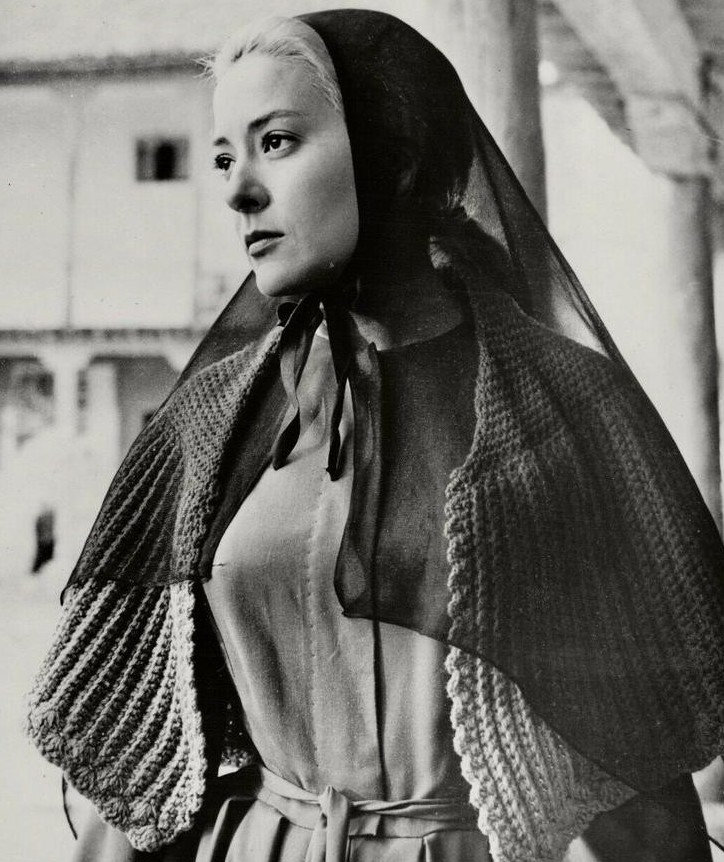
Silvia Pinal dans le rôle titre de Viridiana

Outre le cinéma et la musique, elle aime, enfant, écrire et réciter des poèmes et étudie d'abord au collège Pestalozzi de Cuernavaca, puis au Washington Institute de Mexico. Malgré ses aspirations artistiques, son père lui conseille de chercher « quelque chose d'utile » et elle apprend donc à taper à la machine. À l'âge de 14 ans, elle commence à travailler comme secrétaire chez Kodak.
Silvia Pinal commence sa carrière au théâtre. Elle interprète des premiers rôles au cinéma à partir de la fin des années 1940 et tourne notamment à plusieurs reprises avec Luis Buñuel.
Elle meurt le 28 novembre 2024 à Mexico à 93 ans,,.

### Parcours politique
Après son quatrième mariage avec l'homme politique Tulio Hernández Gómez, gouverneur de Tlaxcala, Sylvia Pinal se lance dans la politique et devient membre du Parti révolutionnaire institutionnel (PRI). En 1991, elle est élue à la Chambre des députés de la 27e circonscription de Mexico. En 1994, elle est élue à l'Assemblée des représentants du district fédéral et, de 1997 à 2000, elle siège en tant que sénatrice sur la liste nationale. Dans ces fonctions, elle contribue en particulier à la loi cinématographique pour protéger les droits des artistes-interprètes.

### Famille et vie privée
Silvia Pinal a contracté divers mariages, qui ont influencé sa carrière cinématographique : Rafael Banquells (es), Gustavo Alatriste, Enrique Guzmán et Tulio Hernández Gómez (es) ont été ses époux.
Elle a eu quatre enfants : Silvia Pasquel (es) (actrice), Viridiana Alatriste (es) (actrice, morte en 1982), Alejandra Guzmán (chanteuse) et Enrique Guzmán (musicien). Sa petite-fille Stephanie Salas (es) est chanteuse.

## Filmographie
- 1948 : El Pecado de Laura
- 1948 : Bamba
- 1949 : La Mujer que yo perdí
- 1949 : Escuela para casadas
- 1950 : Azahares para tu boda
- 1950 : El Amor no es negocio
- 1950 : Recién casados... no molestar
- 1950 : El amor no es ciego
- 1950 : La Marca del Zorrillo
- 1950 : El Portero
- 1950 : El Rey del barrio
- 1951 : La Estatua de carne
- 1951 : Una gallega baila mambo
- 1952 : Cuando los hijos pecan
- 1952 : Ahora soy rico
- 1952 : Un rincón cerca del cielo
- 1952 : Me traes de un ala
- 1952 : Doña Mariquita de mi corazón
- 1952 : El Casto Susano
- 1952 : Sí... mi vida
- 1952 : Por ellas aunque mal paguen
- 1952 : Mujer de medianoche
- 1953 : Mis tres viudas alegres
- 1953 : Yo soy muy macho
- 1953 : Si volvieras a mí
- 1953 : Las Cariñosas
- 1953 : Reventa de esclavas
- 1954 : Pecado mortal
- 1954 : Amor en cuatro tiempos
- 1954 : La sospechosa
- 1954 : La Vida tiene tres días
- 1954 : Historia de un abrigo de mink
- 1954 : Hijas casaderas
- 1954 : Un extraño en la escalera
- 1955 : Locura pasional
- 1955 : El Vendedor de muñecas
- 1956 : El Inocente
- 1956 : La Dulce enemiga
- 1956 : La Adúltera
- 1956 : Cabo de hornos
- 1956 : Teatro del crimen
- 1957 : Préstame tu cuerpo
- 1957 : Dios no lo quiera
- 1957 : Una golfa
- 1958 : El Hombre que me gusta
- 1958 : Una cita de amor
- 1958 : ¡Viva el amor!
- 1958 : Desnúdate, Lucrecia
- 1958 : Mi desconocida esposa
- 1959 : Uomini e nobiluomini
- 1959 : Charlestón
- 1959 : Las Locuras de Bárbara
- 1960 : Maribel y la extraña familia
- 1961 : Viridiana de Luis Buñuel
- 1961 : Adiós, Mimí Pompón
- 1962 : L'Ange exterminateur (El ángel exterminador) de Luis Buñuel
- 1964 : Buenas noches, año nuevo
- 1965 : Simon du désert (Simón del desierto) de Luis Buñuel
- 1965 : Los Cuervos están de luto
- 1966 : Juego peligroso
- 1966 : Estrategia matrimonio
- 1966 : La Soldadera
- 1966 : La Güera Xóchitl
- 1967 : María Isabel
- 1968 : El Cuerpazo del delito
- 1968 : El Despertar del lobo
- 1968 : La Bataille de San Sebastian d'Henri Verneuil
- 1968 : 24 horas de placer
- 1969 : La Mujer de oro
- 1969 : Los Novios
- 1969 : La Hermana Trinquete
- 1970 : Bang bang... al hoyo
- 1970 : Shark!
- 1970 : Caín, Abel y el otro
- 1971 : El Amor de María Isabel
- 1971 : Los Cacos
- 1971 : ¡Cómo hay gente sinvergüenza!
- 1971 : Secreto de confesión
- 1977 : Divinas palabras
- 1977 : México de mis amores
- 1977 : Las Mariposas disecadas
- 1980 : El Niño de su mamá
- 1980 : El Canto de la cigarra
- 1980 : Amor es veneno
- 1980 : Dos y dos, cinco
- 1982 : Pubis Angelical
- 1992 : Modelo antiguo
- 2000 : À propos de Buñuel (A propósito de Buñuel)

## Récompenses et distinctions
Silvia Pinal a reçu un grand nombre de distinctions durant son parcours artistique, des distinctions mexicaines ou internationales, des années 1950 aux années 2010. Elle s'est notamment vue décernée des prix Ariel en 1953, 1955, 1957 et 2007, des Premios TVyNovelas en 1983, 1991, 1999, 2000, 2001, 2002, 2007, des prix ACE en 1979 et 1994, des prix Diosas de Plata en 1965, 1966, 1978, 1995, 1998, 2009, et un prix du Festival international du film de Guadalajara en 2013. Elle a été également admise au sein de l'Ordre d'Isabelle la Catholique en 2006, et le Sénat du Nevada a instauré le 3 mars 2022 un Silvia Pinal's Day,.